# 引き出しの中のラブレター
『引き出しの中のラブレター』（ひきだしのなかのラブレター）は、常盤貴子が主演した日本映画である。2009年（平成21年）公開。

## ストーリー
ラジオパーソナリティの久保田真生が番組の企画を通して多くの人々の想いを届けてゆく。

## キャスト
- 常盤貴子：久保田真生
- 林遣都：速見直樹
- 中島知子：松田由梨
- 岩尾望：稲村太郎
- 竹財輝之助：中倉晃平
- 萩原聖人：後藤大介
- 本上まなみ：粟島可奈子
- 吹越満：竹下淳
- 六平直政：久保田孝正
- 水沢奈子：黒沢留美
- 伊東四朗：龍木雁次郎
- 片岡鶴太郎：浦部敦彦
- 西郷輝彦：中倉謙吾
- 豊原功補：速見健一
- 八千草薫：松田晶子
- 仲代達矢：速見恭三
- 冨田佳輔：久米亮太

## スタッフ
- 原作：新堂冬樹
- 監督：三城真一
- エグゼクティブプロデューサー：関根真吾
- プロデューサー　伏木賢一　小林敬宜
- アソシエイトプロデューサー高石明彦　松田さやか
- ラインプロデューサー木村和弘
- 音楽：吉俣良
- 主題歌：Skoop On Somebody「椛 〜momiji〜」
- 撮影：中山光一
- 照明：中須岳士
- 録音：芦原邦雄
- 美術：古谷美樹
- 装飾：沢下和好
- 助監督：岸川正史
- 製作委員会メンバー：松竹、吉本興業、FMノースウェーブ、J-WAVE、ZIP-FM、FM802、CROSS FM、文芸社、ドリームキッド、電通、衛星劇場